# Mariama Signaté
Mariama Camara Signaté (Dakar, 1985. július 22. –) kétszeres világbajnoki ezüstérmes francia válogatott kézilabdázó, balátlövő.

## Pályafutása

### Klubcsapatokban
Mariama Signaté pályafutása kezdetén a Toulon akadémiáján nevelkedett, ahol 1990-től 2003-ig játszott. Ezt követően két évig a HAC Handball játékosa volt, majd a Fleury Loiret igazolta le.
2008-ban a HB Nîmes csapatában folytatta pályafutását, ahol első szezonjában bejutottak a Ligakupa döntőjébe, ott azonban nem sikerült aranyérmet nyernie csapatával. A 2008–2009-es szezonban a negyedik számú nemzetközi kupasorozatnak számító Challenge Cup-ban a döntőben a német Thüringert legyőzve szerezték meg a kupát. 2010 nyarán légiósnak állt és a dán Aalborg DH játékosa lett.  Egy szezont követően visszatért hazájába és a Issy-Paris Handban folytatta pályafutását. Az itt töltött évek alatt a Kupagyőztesek Európa-kupájában és a Challenge Cup-ban is döntőt játszhatott, de mindegyikben alulmaradt csapatával az osztrák Hypo Niederösterreich, valamint a svéd H 65 Höör ellenében.
2014 nyarán a magyar élvonalban szereplő Érd NK igazolta le. Állítása szerint ennek egyik fő oka az volt, hogy az érdiek vezetőedzőével, Szabó Edinával korábban már sikeresen dolgoztak együtt a francia válogatottnál, ahol a magyar edző a technikai stáb tagja volt. Négy szezont töltött Magyarországon, majd 2018 nyarán felbontották a szerződését, miután megromlott a kapcsolata a csapatot irányító Szabóval. Ezt követően hazájában, a Chambray Touraine-ben folytatta pályafutását.

### A válogatottban
Signaté 2004 októberében mutatkozott be a francia válogatottban. 2004 decemberében részt vett az Európa-bajnokságon, ahol a franciák a 11. helyen végeztek, és tagja volt a Csehországban 4. helyezett junior-válogatottnak is. 2005-ben 4. helyen végzett a válogatottal a Mediterrán játékokon. 2007-ben a világbajnokságon ötödik lett a válogatottal, csakúgy, mint a 2008-as pekingi olimpián. 2009-ben aranyérmet nyert a Mediterrán játékokon, az év végi világbajnokságon pedig ezüstérmes lett, valamint beválasztották a torna All-Star csapatába is.

## Sikerei, díjai
- Challenge Cup:
  - Győztes: 2009
  - Döntős: 2014
- Kupagyőztesek Európa-kupája:
  - Döntős: 2013
- A 2009-es világbajnokság All-Star csapatának tagja